# Abraham Bahachille
Abraham Bahachille García (Caracas, Venezuela, 8 de marzo de 2001) es un futbolista venezolano que juega como centrocampista en el  Carabobo Fútbol Club de la Primera División de Venezuela.

## Trayectoria

### Metropolitanos
Bahachille se incorporó al Metropolitanos FC a los 13 años. Ya en 2017, cuando tenía 16 años, entrenaba con el primer equipo del club.
Tras haber estado en el banquillo dos partidos en octubre de 2018, debutó oficialmente con el club el 3 de marzo de 2019, cuando fue salió desde el banquillo ante el Zulia FC, antes de sustituir a Yonder Silva en el minuto 88. Bahachille disputó 17 partidos a lo largo de la temporada, 11 de ellos en la Primera División venezolana.
Luego de un total de cuatro goles en 63 partidos, Bahachille se fue del Metropolitanos a fines de 2021, al expirar su contrato. Posteriormente, se le vinculó con un traspaso al club estadounidense Portland Timbers. El 26 de enero de 2022, también fue invitado a un campo de entrenamiento con el club en Tucson, Arizona, al cual acudió. Aquí también jugó algunos partidos, pero nunca le ofrecieron un contrato.

### Recreativo de Huelva
Fue contratado por el R. C. Recreativo de Huelva en el mercado invernal (Temporada 24-25) para reforzar el centro del campo.

## Selección nacional
En septiembre y noviembre de 2019, Bahachille fue convocado para la selección sub-20 de Venezuela y nuevamente en febrero de 2020.
En junio de 2021, Bahachille fue convocado a la selección de Venezuela como uno de los 15 'jugadores de emergencia' tras dos casos positivos de COVID-19 en la plantilla de la Copa América de Venezuela 2021, ya que todos los integrantes del equipo original tuvieron que ser aislados.

## Clubes
| Club                           | País      | Año       |
| ------------------------------ | --------- | --------- |
| Metropolitanos Fútbol Club     | Venezuela | 2019-2021 |
| Deportivo Miranda              | Venezuela | 2022-2023 |
| Academia Puerto Cabello        | Venezuela | 2023-2024 |
| Real Club Recreativo de Huelva | España    | 2025      |
| Carabobo Fútbol Club           | Venezuela | 2025-     |

## Vida personal
La familia de Abraham es vasco-venezolana.